# 극장판 도라에몽: 진구와 날개의 용사들
극장판 도라에몽: 진구와 날개의 용사들(映画ドラえもん のび太と翼の勇者たち)은 2001년 3월 10일에 개봉한 도라에몽 22번째 영화다.
한국에서는 2011년 5월 4일에 방영되었다.

## 등장인물
도라에몽
진구
이슬이
비실이
퉁퉁이
구구
밀크
제오
토비
오디아
구구아빠
구구동생
구구엄마
이키루스
호우박사
지그리드
바비론
크로우

## 성우
- 도라에몽: 오오야마 노부요 / 문남숙
- 진구: 오하라 노리코 / 김정아
- 이슬이: 노무라 미치코 / 조현정
- 비실이: 키모츠키 카네타 / 이현주
- 퉁퉁이: 타테카베 카즈야 / 최석필
- 영민이: 시라카와 스미코 / 이지현
- 구구: 톤구 쿄코 / 김하영
- 밀크: 히카미 쿄코 / 이지현
- 제오:
- 토비:
- 오디아:
- 구구아빠: 시마다 빈 / 고구인
- 구구동생: 텟포즈카 요코 / 조경이
- 구구엄마: 오리카사 아이 / 김나율
- 이카루스:
- 호우박사: 나가이 이치로 / 최낙윤
- 지그리드: 오오히라 토오루 / 이재범
- 바비론: 마츠모토 야스노리 / 이동훈
- 크로우: 히로세 마사시 / 김디도